# Équipe de France masculine de basket-ball à trois
Cet article traite de l'équipe masculine de basket-ball à trois. Pour l'équipe féminine de basket-ball à trois, voir Équipe de France féminine de basket-ball à trois.
Maillots
L'équipe de France de basket-ball à trois est la sélection qui représente la France dans les compétitions internationales de basket-ball à trois.

## Histoire
L'équipe de France de basket-ball 3×3 remporte sa première médaille mondiale dès la première édition des championnats du monde en 2012 à Athènes en Grèce. Les équipes masculines et féminines décrochent l'argent et l'équipe mixte l'or.
Avant même la demi-finale du tournoi qualificatif de Poitiers qui se déroule le 1 et 2 juillet 2016, l'équipe de France masculine valide son ticket pour l'Euro de basket-ball 3×3 à Bucarest qui se tient du 2 au 4 septembre 2016. Les Français s'inclinent dans leur poule par deux fois face aux Serbes (18-13) et aux Espagnols (13-11) terminant à la dixième place du tournoi européen.
Lors des championnats du monde 2017 en France, l'équipe masculine renoue avec le succès en obtenant une médaille de bronze après avoir échoué en demi-finale face aux tenants du titre serbes.
L'équipe de France n'est pas qualifiée pour les Jeux olympiques de Tokyo.
En 2022, l'équipe ne se qualifie pas pour la FIBA Europa Cup de septembre 2022. Les Bleus s'imposent face à la Grèce 21-18 puis face à l'Ukraine 21-11 en poule, mais s'inclinent face à la Slovénie en quart de finale et ne peuvent donc décrocher un des deux tickets qualificatifs au tournoi disputé en Israël en juin 2022.
Courant l'année 2022, médaille de bronze mondiale à Anvers (Belgique); puis médaille d'or aux Jeux Méditerranéens à Oran (Algérie).

## Résultats

### Palmarès
| Compétitions mondiales                                                                                 | Compétitions continentales           | Autres compétitions                                   |
| --- | ------------------------------------ | ----------------------------------------------------- |
| - Jeux olympiques - Finaliste en 2024 - Coupe du monde - Finaliste en 2012 - Troisième en 2017 et 2022 | - Coupe d'Europe - Finaliste en 2019 | - Jeux méditerranéens (2) - Vainqueur en 2018 et 2022 |

### Parcours en compétitions internationales

#### Jeux olympiques
| Année | Position      |      | Année | Position |
| 2020  | Non qualifiée | 2028 | -     |          |
| 2024  | Finaliste     | 2032 | -     |          |

#### Coupe du monde
| Année | Position      |              | Année     | Position |
| 2012  | Finaliste     | 2019         | 6e        |          |
| 2014  | Non qualifiée | 2022         | Troisième |          |
| 2016  | Non qualifiée | 2023         | 8e        |          |
| 2017  | Troisième     | Pays inconnu |           |          |
| 2018  | Non qualifiée | Pays inconnu |           |          |

## Personnalités

### L'équipe des JO de 2024
- Jules Rambaut
- Lucas Dussoulier
- Franck Seguela
- Timothé Vergiat

### Personnalités emblématiques
| - Charles-Henri Bronchard - Anthony Christophe - Maxime Courby | - Dominique Gentil - Charly Pontens - Angelo Tsagarakis |